# 43 Gemechaniseerde Brigade
43 Gemechaniseerde Brigade (43 Mechbrig) is een Nederlandse zelfstandige gevechtseenheid binnen de Koninklijke Landmacht. Het grootste gedeelte van de brigade is gelegerd op de Johannes Postkazerne in het Drentse Havelte.
Naast internationale missies is 43 Gemechaniseerde Brigade sinds 2011 op nationaal niveau inzetbaar bij crisissituaties in de provincies Groningen, Friesland, Drenthe, Overijssel, Flevoland en Gelderland.
Het logo van 43 Mechbrig is een Amerikaanse bizon met het getal 43 tegen een rood met blauwe achtergrond.

## Geschiedenis
De brigade werd opgericht in juli 1949 als 43 Zelfstandige Infanterie Brigade. Het doel van deze oprichting was de inzet bij de politionele acties in het toenmalige Nederlands-Indië. Hierna veranderde de naam van de eenheid regelmatig, totdat in 1992 de huidige naam werd vastgelegd. Twee jaar later werd de brigade buiten de actieve dienst gesteld. Op 1 oktober 1998 kwam de eenheid weer paraat voor crisissituaties in Nederland. De eerste commandant van de opnieuw paraatgestelde 43 Gemechaniseerde Brigade was brigadegeneraal Herman Bokhoven.
43 Gemechaniseerde Brigade is sinds 17 maart 2016 onderdeel van de 1e Duitse Pantserdivisie. Onder de Nederlandse brigade hangt een Duits bataljon, het 414 pantserbataljon. Dit bataljon bestaat uit vier eskadrons, drie Duitse en een Nederlands. Het Nederlandse eskadron bestaat uit vier pelotons. Een daarvan is het Opleidings- Trainings- en Kennisbehoud peloton Tankoptreden (OTK-peloton).

## Eenheden
- 44 Pantserinfanteriebataljon Prins Johan Willem Friso
- 45 Pantserinfanteriebataljon Oranje Gelderland
- 414 Tankbataljon (GE)
- 43 Brigade Verkenningseskadron Huzaren van Boreel
- 43 Geneeskundige Compagnie
- 43 Herstelcompagnie
- 11 Pantsergeniebataljon
- 43 Staf-, Stafverzorgingscompagnie
- 10 Infanteriebataljon Bewaken Beveiligen, een bataljon van het Korps Nationale Reserve

## Materieel
43 Gemechaniseerde Brigade heeft de beschikking over de volgende wapens, voertuigen en ander materieel:
- 44 Leopard 2A6MA2 tanks, eigendom van de Bundeswehr
- 92 CV90 Infanterie Gevechtsvoertuig
- 97 Fennek-wielvoertuigen
- 4 Kodiak doorbraaktanks
- Leopard 1-genietank
- Leopard 1-bergingstank
- Brugleggers
- 6 CBRN fuchs
- Leopard 2 bergingstank